# Xenylla cavernarum
Xenylla cavernarum är en urinsektsart som beskrevs av Jackson 1927. Xenylla cavernarum ingår i släktet Xenylla och familjen Hypogastruridae. Inga underarter finns listade i Catalogue of Life.